# 4798 Mercator
4798 Mercator је астероид главног астероидног појаса чија средња удаљеност од Сунца износи 2,197 астрономских јединица (АЈ).
Апсолутна магнитуда астероида је 13,4.